# A Letter to Elise
«A Letter to Elise» — третий и последний сингл группы The Cure с их альбома Wish (1992). Песня была обнародована впервые на шоу MTV Unplugged в 1991 году и имела совсем другую лирику в отличие от более поздней версии, которая будет выпущена на 7".

## Список композиций
7" сингл
1. «A Letter to Elise» — 4:20
2. «The Big Hand» — 4:52

12" сингл
1. «A Letter to Elise» (Blue Mix)
2. «The Big Hand»
3. «A Foolish Arrangement»

CD-сингл (ficcd46)
1. «A Letter to Elise»
2. «The Big Hand»
3. «A Foolish Arrangement»
4. «A Letter to Elise» (Blue Mix)

## Чарты
| Страна         | Наивысшая позиция |
| -------------- | ----------------- |
| Великобритания | 28                |
| Ирландия       | 23                |
| Новая Зеландия | 13                |
| США            | 2                 |
| Швеция         | 39                |